# Юмореска (литература)
Юморе́ска (нем. Humoreske от англ. Humour — юмор) — короткое прозаическое или стихотворное произведение шутливого характера, юмористическая миниатюра.
Границы юморески как жанра точно не очерчены. Среди западноевропейской литературы эпохи Возрождения, а также русской литературы XVII века к юмореске можно отнести фаблио, шванки и фацеции. В городском фольклоре к юмореске ближе находится анекдот. Некоторыми чертами юмореска может походить на бурлеск и гротеск.
Объектами сатиры обычно были общественные деятели, военные или политики. Дидактический характер несли юмористические описания бытовых сцен. В стихотворном виде юморески писали Симеон Полоцкий, А. С. Пушкин, Саша Чёрный, В. В. Маяковский; прозаические произведения в этом жанре оставили А. П. Чехов, Остап Вишня, М. М. Зощенко, Григорий Горин, А. Потемковский и другие.